# Jerzy Liebert

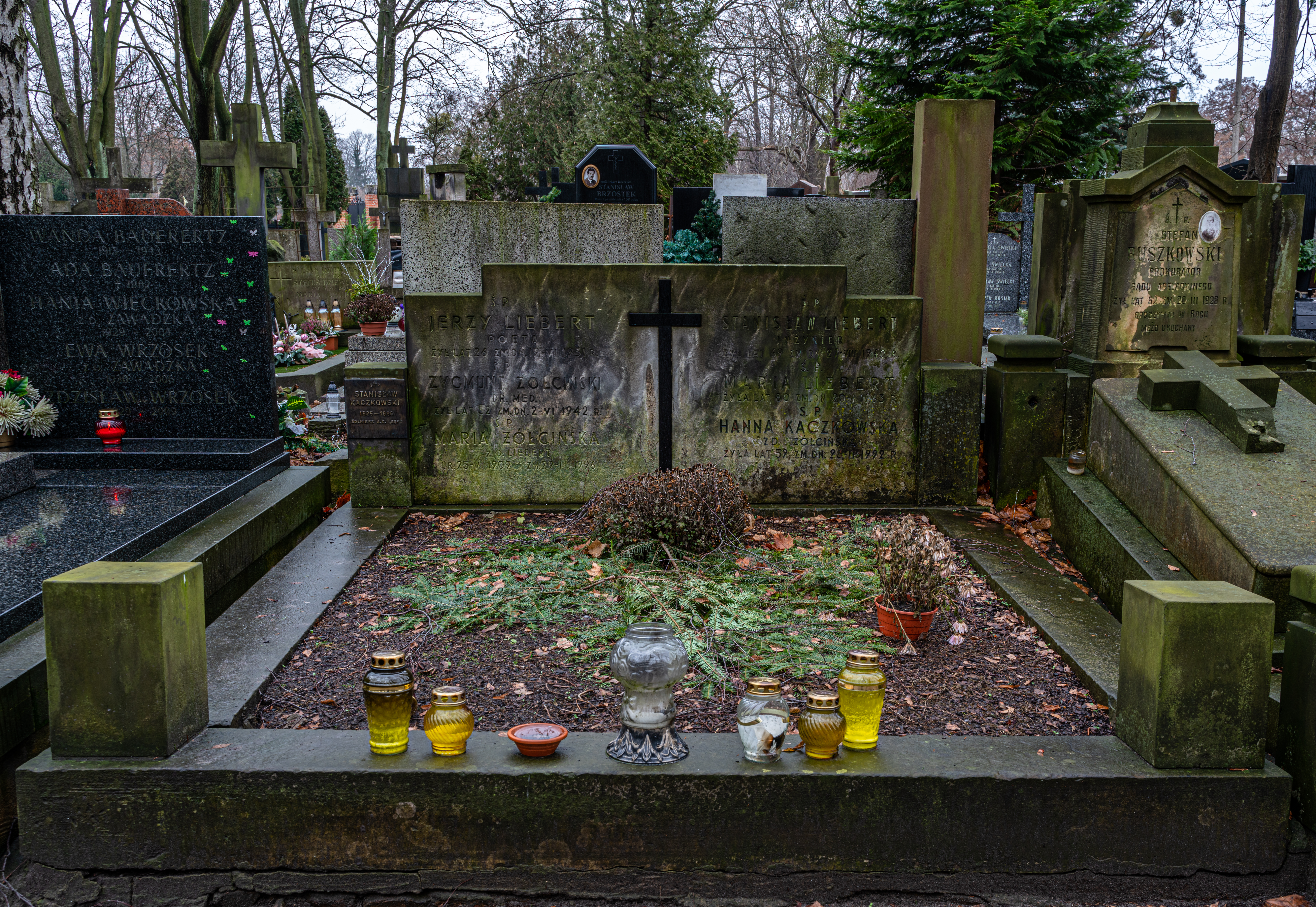
Grób Jerzego Lieberta na cmentarzu Powązkowskim

Jerzy Liebert (ur. 23 lipca lub 24 lipca 1904 w Częstochowie, zm. 19 czerwca 1931 w Warszawie) – polski poeta okresu międzywojennego.
Autor wierszy o tematyce religijnej i filozoficznej oraz poświęconych życiu codziennemu. Leopold Staff określił go mianem jednego z najczystszych poetów Polski Odrodzonej.

## Życiorys
Mieszkał najpierw w Ostrowcu Świętokrzyskim i Warszawie. Od 1913 uczeń warszawskiego gimnazjum im. M. Reja, a także prywatnego Gimnazjum Władysława Giżyckiego: w latach 1914–1918 w Moskwie, a potem jego warszawskiego odpowiednika – Wyższej Szkoły Realnej W. Giżyckiego. W gimnazjum Giżyckiego jego nauczycielem polskiego był krytyk literacki Leon Pomirowski. Zadebiutował w 1921, publikując jeden ze swoich wierszy w magazynie chrześcijańskim „Czyn”.
Następnie był związany z grupą literacką Skamander (nie należał do grupy, lecz przyjaźnił się z jej członkami, szczególnie z Jarosławem Iwaszkiewiczem). Publikował na łamach pisma „Skamander”, „Wiadomości Literackich” oraz „Pamiętnika Warszawskiego”, a także „Drogi”. Dzięki znajomości z Bronisławą Wajngold (adresatką Listów do Agnieszki – po przejściu na katolicyzm przyjęła imię Agnieszka) związał się z tzw. środowiskiem podwarszawskich Lasek, którego animatorem był ks. Władysław Korniłowicz.
W 1925 podjął studia polonistyczne na Wydziale Humanistycznym Uniwersytetu Warszawskiego, lecz z powodów zdrowotnych oraz materialnych musiał je przerwać już w 1927. W 1929 Liebert rozpoczął pracę w redakcji „Pamiętnika Warszawskiego”, a później „Drogi”. Poeta poddawał się wielomiesięcznym kuracjom, od 1930 w Worochcie na Huculszczyźnie, gdzie kontynuował pracę literacką i naukową.
Zmarł na gruźlicę 19 czerwca 1931. Pochowany na Starych Powązkach w Warszawie (kwatera 61-1-11/12).

## Twórczość
Poezje:
- Druga Ojczyzna[4] (wyd. W. Czarskiego i S-ki, 1925)[2][1]
- Gusła[5] (wyd. Księgarnia F. Hoesicka, 1930)[1]
- Kołysanka Jodłowa (wyd. J. Mortkowicza, pośmiertnie)[1]

Inne dzieła:
- Listy do Agnieszki (Biblioteka „Więzi”, 1976, wydanie pełne 2002)[6]

Liebert tłumaczył utwory m.in. Anny Achmatowej, Aleksandra Błoka, Aleksandra Puszkina, Jeana Cocteau i Georga Büchnera.
Jego utwory doczekały się tłumaczeń na język włoski, niemiecki, rosyjski i czeski.